# Sloanea garcia-cossioi
Sloanea garcia-cossioi är en tvåhjärtbladig växtart som beskrevs av Pal.-duque. Sloanea garcia-cossioi ingår i släktet Sloanea och familjen Elaeocarpaceae. Inga underarter finns listade i Catalogue of Life.